# Fujuriphyes
Genre
Fujuriphyes est un genre de kinorhynches de la famille des Pycnophyidae.

## Liste des espèces
Selon Sánchez, Yamasaki, Pardos, Sørensen et Martínez en 2016 :
- Fujuriphyes deirophorus (Higgins, 1983)
- Fujuriphyes distentus (Higgins, 1983)
- Fujuriphyes ponticus (Zelinka, 1928)
- Fujuriphyes rugosus (Zelinka, 1928)

## Publication originale
- Sánchez, Yamasaki, Pardos, Sørensen & Martínez, 2016 : Morphology disentangles the systematics of a ubiquitous but elusive meiofaunal group (Kinorhyncha: Pycnophyidae). Cladistics, vol. 32, no 5, p. 479-505.